# Ян Ґарбарек
Ян Ґарбарек (норв. Jan Garbarek) нар. 4 березня 1947, Мюсен, Естфол, Норвегія) — норвезький джазовий саксофоніст. Окрім джазу, Ґарбарек виконує також академічну та етнічну музику. Він вважається засновником норвезького джазу. 
У 1962 році Гарбарек виграв конкурс серед джазових виконавців-аматорів. ДжазовиЙ композитор і теоретик Джордж Рассел, назвав Яна Ґарбарека  «найбільшим  оригінальним голосом  у європейському джазі з часів Джанго Рейнхардта».
У 1979 році Гарбарек записав один із перших альбомів "Photo with Blue Sky".
Officium, один із найвизначніших альбомних записів у кар’єрі Гарбарека   був здійснений  у 1993 році в монастирі Святого Герольда в Австрії з Hilliard Ensemble.

## Життєпис
Ян Ґарбарек має польське походження: його батько, Чеслав Ґарбарек, військовополонений часів Другої світової війни, був поляком. Мати була дочкою норвезького фермера. Виріс Ян Ґарбарек в Осло. У віці чотирнадцяти років почув по радіо гру Джона Колтрейна, після чого почав навчатися гри на саксофоні. В 1968 році одружився; його дочка — відома норвезька співачка та композиторка Аня Ґарбарек.

## Творчість
| Джазмен | Це незавершена стаття про джаз чи джазового виконавця. Ви можете допомогти проєкту, виправивши або дописавши її. |

1. ↑  http://www.musikaliskaakademien.se/omakademien/organisation/ledamoter.39.html
2. 1 2  Jan Garbarek. ECM Records. Процитовано 6 червня 2024.